# روبن آلمانزا
روبن آلمانزا (اسپانیایی: Rubén Almanza‎; ۲۸ ژوئیهٔ ۱۹۲۹ – ۵ ژانویهٔ ۲۰۲۰) بازیکن بسکتبال اهل مکزیک بود. وی در بازی‌های المپیک تابستانی ۱۹۵۲ شرکت کرده‌است.